# Ichnanthus nemorosus
Ichnanthus nemorosus là một loài thực vật có hoa trong họ Hòa thảo. Loài này được (Sw.) Döll mô tả khoa học đầu tiên năm 1877.